# 瓦屋山
瓦屋山也称蜀山、大瓦山，位于中国四川省洪雅县西南部瓦屋山镇境内，是一处向东西两侧略倾的屋脊状台地，因整体上都状若瓦屋，故名。建有瓦屋山国家森林公园，瓦屋山景区于2019年成为国家4A级旅游景区。